# Castel di Guido
Castel di Guido è la quarantacinquesima zona di Roma nell'Agro romano, indicata con Z. XLV.
Il toponimo indica anche una frazione di Roma Capitale.

## Geografia fisica

### Territorio
Nonostante abbia ceduto al comune di Fiumicino oltre 25 km² del suo territorio è tuttora la più vasta zona di Roma. Si trova nell'area ovest di Roma, in piccola parte a ridosso ed esternamente al Grande Raccordo Anulare. Confinante con il comune di Fiumicino a ovest, è attraversata dalla via Aurelia.
Qui si trovano l'oasi LIPU Castel di Guido, estesa per 250 ettari e, nella tenuta di Malagrotta, la più grande discarica d'Europa, con un'estensione di poco inferiore.
La zona confina:
- a nord-est con la zona Z. XLVIII Casalotti[1]
- a est con il suburbio S. VIII Gianicolense[2] e la zona Z.XLIV La Pisana[3]
- a sud con la zona Z. XLI Ponte Galeria[4]
- a ovest con il comune di Fiumicino (ex zone Z. XLII Maccarese Sud e Z. XLIII Maccarese Nord), con la zona Z. XLIII Maccarese Nord e di nuovo con il comune di Fiumicino (ex zona Z. XLVI Torrimpietra)

## Storia
La zona, con il nome di Lorium, era ampiamente popolata già nei primi anni del II secolo a.C., come recentemente scoperto grazie ad alcuni ritrovamenti nella necropoli vicino Massimina. Nel periodo degli Antonini del II secolo, era una delle ville dell'imperatore Antonino Pio, dove morì il 7 marzo 161.
Nell'anno 846 Guido I di Spoleto, chiamato da papa Sergio II, sconfigge i saraceni a Lorium, e la zona prende il nome di Terra di Guido il Saraceno. Secondo un documento datato 1073, un certo Robertus, dona il castrum quod cognominatur de Guido al cenobio di San Gregorio.
Durante la seconda guerra mondiale in una tenuta agricola di Castel di Guido venne allestito un campo di lavoro e concentramento per civili italiani e prigionieri di guerra jugoslavi. 
Il campo fu sovvenzionato e diretto dall'imprenditore romano Eugenio Parrini, che contribuì anche alla costruzione dei campi di internamento di Ferramonti di Tarsia e di Pisticci.
Nel dopoguerra nell'edificio principale della tenuta agricola di Castel di Guido (oggi di proprietà della Regione Lazio) è stata apposta una targa in marmo che ricorda il centro di lavoro fascista.

## Monumenti e luoghi d'interesse

### Architetture civili
- Casale della Bottaccia, su via Castel di Guido. 41.904016°N 12.29986°E

Stazione di posta della quale si trovano tracce di proprietà della chiesa di Santa Maria in Aquiro in documenti del XIV secolo. La proprietà passò successivamente al monastero di San Gregorio al Celio e poi all'Arcispedale di Santo Spirito in Saxia. Nel XVII secolo i principi Doria Pamphilj vi fecero costruire una cappella dedicata a sant'Antonio Abate.
- Borgo di Castel di Guido, su via Gaetano Sodini. Casale del XIX secolo. 41.901916°N 12.288036°E
- Casali della Pisana, su via della Pisana. Casali del XIX secolo. 41.850763°N 12.366303°E

### Architetture religiose
Tutte le chiese cattoliche di Castel di Guido fanno parte della diocesi suburbicaria di Porto Santa Rufina.
- Chiesa del Corpus Domini a Massimina, su via Giuseppe Vanni, in località Massimina. Chiesa del XX secolo. 41.880586°N 12.360259°E
- Chiesa della Madonna di Fátima, su via Nicola Garrone, in località Massimina. Chiesa del XX secolo (1970-79). 41.876226°N 12.346912°E

Progetto dell'architetto Lorenzo Monardo.
- Chiesa di Santa Maria Goretti, su via Tommaso Mosca, in località Casal Lumbroso.
- Chiesa dello Spirito Santo, su piazza Castel di Guido. Chiesa del XIX secolo. 41.9029°N 12.283968°E
- Chiesa dei Santi Marco evangelista e Pio X, su via di Casal Selce. Chiesa del XX secolo. 41.909478°N 12.349075°E
- Cappella di Sant'Antonio Abate del Casale della Bottaccia, su via Castel di Guido km 18,5. Cappella abbandonata del XVI secolo.
- Cimitero Castel di Guido, su via Castel di Guido. 41.903689°N 12.278527°E

### Siti archeologici
- Polledrara di Cecanibbio, su via di Cecanibbio. Giacimento fossilifero del periodo ioniano (320.000 anni fa).[6]
- Mausoleo di Castel di Guido, su piazza Castel di Guido. Sepolcro romano del III-IV secolo d.C. 41.902837°N 12.284238°E

Nell'VIII secolo sul mausoleo si insediò una proprietà della Chiesa di Roma e, nel XIX secolo, la chiesa dello Spirito Santo.
- Villa di Castel di Guido, su via Aurelia (km 16,800), loc. Monte delle Colonnacce. Villa del II-I secolo a.C.[7][8] 41.888786°N 12.300762°E
- Villa dell'Olivella. Villa del II-III secolo[9] 41.880115°N 12.284672°E

### Aree naturali
L'intero territorio della zona rientra nella riserva naturale statale Litorale Romano.
- Bosco di Massimina. 41.866834°N 12.349021°E
- Oasi LIPU Castel di Guido.
- Tenuta Macchiagrande di Galeria o di Castel di Guido. 41.879726°N 12.274667°E
- Tenuta di Malagrotta. 41.87072°N 12.325545°E

## Geografia antropica

### Urbanistica
Nel territorio di Castel di Guido si estendono le zone urbanistiche 16E Massimina, 16F Pantano di Grano e 18F Boccea.

### Suddivisioni storiche
Del territorio di Castel di Guido fanno parte la frazione omonima e le frazioni di Fontignani, Massimina e Pantan Monastero.